# الحزب الديمقراطي الاشتراكي (فرنسا)
الحزب الاشتراكي الديمقراطي، الذي نشأ باسم الحركة الديمقراطية الاشتراكية لفرنسا ثم الحركة الديمقراطية الاشتراكية (بالفرنسية: Parti social-démocrate (France))، هو حركة نشأت من عدة انشقاقات عن الحزب الاشتراكي في السبعينيات، بما في ذلك حزب الديمقراطية الاشتراكية الذي كان يرأسه إميل مولر، والحركة الديمقراطية الاشتراكية بقيادة ماكس ليجون، والحركة الاشتراكية الليبرالية، والاشتراكية الديمقراطية، والاشتراكية من أجل الحريات والديمقراطية، التي انضم إليها في عام 1986 حركة الشباب الاجتماعي الليبرالي.
رفض أعضاء الحزب الديمقراطي الاشتراكي التحالف بين الحزب الاشتراكي والحزب الشيوعي الفرنسي ضمن اتحاد اليسار، مفضلين الاتحاد مع الوسط، بجانب المركز الديمقراطي والراديكاليين ضمن الحركة الإصلاحية. بعد ترشيح إميل مولر للانتخابات الرئاسية لعام 1974، انضم الحزب إلى الاتحاد من أجل الديمقراطية الفرنسية بعد وقت قصير من تأسيسها. كان تواجده السياسي محليًا للغاية، حيث كان يتركز أعضاؤه بشكل رئيسي في بيكاردي وأعالي السين.
تولى ماكس ليجون ثم أندريه سانتيني رئاسة الحزب الاشتراكي الديمقراطي، الذي اندمج لاحقًا مع الحزب الديمقراطي الاشتراكي ضمن قوة الديمقراطية ثم الاتحاد الجديد للديمقراطية الفرنسية، بعد عدة محاولات اندماج غير ناجحة مع الحزب الراديكالي وأعضاء الاتحاد المباشرين بهدف تكوين قطب يساري وسطي.
في يناير 2007، قرر أندريه سانتيني والعديد من المسؤولين السابقين في الحزب الاشتراكي الديمقراطي المقربين من نيكولا ساركوزي إعادة تنشيط الحزب الاشتراكي الديمقراطي.